# Eleonora Rossi
Eleonora Rossi (ur. 1986 lub 1988) – sanmaryńska lekkoatletka specjalizująca się w skoku o tyczce.

## Osiągnięcia
- reprezentantka kraju w igrzyskach małych państw Europy oraz w zawodach Pucharu Europy i drużynowych mistrzostwach Europy (także w skoku wzwyż, biegu na 100 metrów przez płotki i rzucie oszczepem)

## Rekordy życiowe
- skok o tyczce (stadion) – 3,40 (2011 i 2013)[1][2] były rekord San Marino[3]
- skok o tyczce (hala) – 3,31 (2013) były rekord San Marino[4]
- rzut oszczepem – 31,72 (2005) rekord San Marino